# Miguel Torres (zawodnik MMA)
Miguel Torres (ur. 18 stycznia 1981 w East Chicago) – amerykański zawodnik mieszanych sztuk walki (MMA) meksykańskiego pochodzenia. W latach 2008–2009 mistrz World Extreme Cagefighting w wadze koguciej.

## Życiorys
Torres urodziła się i wychował w East Chicago, w stanie Indiana. W wieku siedmiu lat rozpoczął treningi Tae Kwon Do, a później uczęszczał do East Chicago Central High School, gdzie rywalizował w zapasach. Torres trenował również boks i brazylijskie jiu-jitsu.

## Kariera MMA
W MMA zadebiutował 27 marca 2000, walką z Larrym Pulliamem, którego pokonał przez nokaut. W latach 2000–2007 walczył przede wszystkim na lokalnych galach i turniejach uzyskując bilans 32 zwycięstw i tylko jednej porażki. W tym czasie wygrywał kilka turniejów i pasów mniejszych federacji. W 2007 związał się z czołową w Stanach Zjednoczonych organizacją World Extreme Cagefighting (WEC). W pierwszej walce dla WEC, 5 września 2007 poddał trójkątnym duszeniem Jeffa Bedarda.
13 lutego 2008, w swoim drugim pojedynku dla nowej organizacji, zmierzył się o mistrzostwo WEC kategorii koguciej (-61 kg) z ówczesnym mistrzem Chasem Beebe. Torres zdominował obrońcę tytułu i poddał duszeniem gilotynowym w czwartej minucie, 1 rundy, zostając nowym mistrzem. Na przestrzeni półtora roku trzykrotnie udanie bronił pasa, pokonując kolejno Yoshirō Maedę, Mannego Tapię i Takeyę Mizugakiego, dominując swoją kategorię wagową, głównie przez swoje warunki fizyczne (przy wzroście 175 cm, ma 193 cm zasięgu ramion).
9 sierpnia 2009 na gali WEC 42, w swojej czwartej obronie mistrzostwa, niespodziewanie został znokautowany przez Briana Bowlesa w 1. rundzie i stracił pas wagi koguciej. Została również przerwana jego prawie siedmioletnia passa siedemnastu pojedynków bez porażki.
6 marca 2010, przegrał drugą walkę z rzędu w organizacji, poddając się wskutek założonego duszenia przez Josepha Benavideza. We wrześniu 2010, poddał Charliego Valencię przełamując zwycięską niemoc. Po nowym roku, World Extreme Cagefighting zaprzestało działalności i został przeniesiony do Ultimate Fighting Championship. W latach 2011–2012 stoczył dla UFC cztery pojedynki, dwa wygrane nad Antonio Banuelosem i Nickiem Pacem oraz dwie przegrane z Demetriousem Johnsonem i Michaelem McDonaldem - z tym ostatnim przegrał w fatalnym stylu, przez ciężki nokaut, po którym został zwolniony z UFC.
Jeszcze w tym samym roku związał się z nowo powstałą World Series of Fighting lecz przegrał dwa pojedynki m.in. z Marlonem Moraesem na punkty i postanowiono nie kontynuować z Torresem dalszej współpracy.
Po kilku wygranych pojedynkach w 2014 dla mniejszych organizacji, 27 czerwca 2015, w finale turnieju wagi piórkowej chińskiej organizacji Rebel FC, uległ pochodzącemu z Brazylii Japończykowi Kleberowi Koike Erbstowi przez poddanie.
W styczniu 2015 zadebiutował w formule kickbokserskiej, przegrywając z Angelem Huertą jednogłośnie na punkty.

## Trening
Torres jest właścicielem akademii mieszanych sztuk walki w Griffith, Indiana, gdzie uczy prawie 300 uczniów. Wśród tych uczniów jest kilku początkujących fighterów, których trenuje, aby walczyli w tych samych lokalnych pokazach, w których sam kiedyś startował. Akademia specjalizuje się w brazylijskim Jiu-Jitsu.
Artykuł na Yahoo! omówił zaangażowanie Torresa w MMA, stwierdzając, że przed walkami śpi i je w swojej siłowni. Torres jego własny trener i prowadził własne obozy szkoleniowe w czasie trwania jego kariery, po jego porażce z Brianem Bowlesem. Torres stwierdził, że planuje reorganizacji metod szkoleniowych poprzez pracę z kilkoma profesjonalnymi trenerami, w tym Mark DellaGrotte.

## Życie prywatne
Miguel Torres jest rozwiedziony. Jego córka urodziła się w 2007 r.
Wielu fanów dyskutowało na temat ewolucji fryzury Torresa; Torres stwierdził w jednym z wywiadów, że swoją kultową mulletę przejął od ojca. Torres odpowiedział, że,jego ojciec Mullet "jest znacznie bardziej niesamowity niż on" i że mullet "jest meksykańska rzecz"

## Osiągnięcia

### Mieszane sztuki walki
- 2000: Extreme Shootfighting - 1. miejsce w turnieju
- 2001: Iron Heart Crown – 1. miejsce w turnieju wagi koguciej
- 2002: Total Combat Challenge – 1. miejsce w turnieju
- 2005–2006: Mistrz Shooto Americas w kat. 59 kg[11]
- 2007: Mistrz Total Combat Challenge w wadze koguciej[12]
- 2008–2009: Mistrz World Extreme Cagefighting w wadze koguciej
- 2015: Rebel FC – finalista turnieju wagi piórkowej